# Puckelflugor
Puckelflugor (Phoridae) är en familj i insektsordningen tvåvingar med omkring 4 000 kända arter världen över.
Puckelflugor är små flugor, med en längd på mellan 0,5 och 6 millimeter. Färgen är brun, svart eller gulaktig. Som familjens namn antyder kännetecknas de av en kroppsbyggnad som ger ett puckelryggigt intryck. Typiskt för puckelflugor är också ett litet huvud och kraftiga ben. Särskilt bakbenens lår är kraftiga. Vingarna är enkelt ådrade. Bara de större vingribborna vid vingens framkant är tydligt framträdande, övriga vingribbor är bara vagt antydda.
Puckelflugor finns i många olika miljöer och larverna kan leva av as eller svamp eller vara predatorer eller parasiter till insekter som myror och termiter. Det finns även arter vars larver angriper sniglar och maskar. 
Som fullbildade insekter, imago, lever puckelflugorna bara en kort tid som främst syftar till fortplantning. De fullbildade insekterna har när de rör sig på ett fast underlag en typiskt snabb och knyckig gång.

## Släkten
Enligt Catalogue of Life innehåller familjen följande 271 släkten:

- Abaristophora
- Acanthophorides
- Achaetophora aristafurca
- Acontistoptera
- Adelopteromyia
- Adenophora
- Aemulophora reichenspergeri
- Aenictacantha
- Aenictomyia chapmani
- Aenigmaphora johndisneyi
- Aenigmatias
- Aenigmatistes
- Aenigmatopoeus
- Alamira
- Allochaeta
- Anaclinusa lopesi
- Anevrina
- Anticofimbria orientis
- Aphiura
- Apocephalus
- Apodicrania
- Apopteromyia gynaptera
- Apterella molliventris
- Apterophora
- Aptinandria effeminata
- Arabiphora tenuifemorata
- Archiphora patagonica
- Aristocerina gracilipalpis
- Arrenaptenus
- Assmutherium rostratum
- Auxanommatidia
- Beckerina
- Billotia
- Bolsiusia
- Borgmeieriphora
- Borophaga
- Bothroprosopa mirifica
- Brachycephaloptera trichopleura
- Brachycosta tarsalis
- Brachyphlebina inops
- Brachyselia natalensis
- Brevrostrophora fuscoterga
- Brownphora sinefurca
- Burmophora
- Calamiscus
- Cataclinusa
- Ceratoconus
- Ceratophoromyia pentagonalis
- Ceratoplatus fullerae
- Ceratusa crinicornis
- Ceylonoxenia
- Chaetaspidia convexifrons
- Chaetogodavaria sinica
- Chaetopleurophora
- Cheiloxenia obesa
- Chelidophora
- Chonocephalus
- Clinochaeta brachyciliata
- Clitelloxenia
- Colobomeles ramboi
- Colyeria diplocantha
- Commoptera
- Conicera
- Coniceromyia
- Contopteryx illustris
- Cootiphora angustata
- Corynusa
- Crasilla
- Cremersia
- Cryptophora
- Ctenopleuriphora decemsetalis
- Cyphocephalus caviceps
- Cyphometopis
- Cyrtophorina
- Dacnophora
- Dahliphora
- Danumphora
- Darwiniphora
- Diaclinella cavita
- Dichocerina pilicornis
- Dicranodeina extravagans
- Dicranopteron
- Dinocercus caudatus
- Diocophora
- Diplonevra
- Diplostylocera fissicornis
- Distichophora
- Dohrnigma nudifrons
- Dohrniphora
- Dorsochaeta setulipennis
- Dundophora
- Echidnophora
- Ecitomyia
- Ecitophora
- Ecitoptera
- Ecituncula
- Ectochaeta spinulosa
- Egregiophora curiosa
- Enderleinphora
- Endonepenthia
- Epacteon armatus
- Epactoselia provallaris
- Epichonocephalus transversalis
- Epicnemis
- Eremophora hyalina
- Eurycnemis alvarengai
- Euryphora
- Euryplatea eidmanni
- Eutermiphora
- Exochaeta umbrata
- Franssenia
- Godavaria
- Gymnophora
- Gymnoptera
- Haplophleba
- Haulepta sheasbyi
- Hexacantherophora cohabitans
- Hieronymus
- Holopterina
- Homalophora
- Horologiphora
- Hylophora
- Hypocera
- Hypocerides
- Hypogeophora macrothrix
- Idiophora termitoxena
- Iridophora clarki
- Javanoxenia
- Johowia
- Kerophora
- Kierania grata
- Kuenburgia
- Laciniomyia dilata
- Laishania angustithorax
- Latiborophaga bathmis
- Lecanocerus compressiceps
- Lenkoa aurita
- Lepta
- Leptilla degenerata
- Lobochaeta setosissima
- Lucianaphora folgaraitae
- Macrocerides
- Macroselia
- Maculiphora
- Mallochphora orphnephiloides
- Mannheimsia
- Megaselia
- Melaloncha
- Melittophora salti
- Menozziola
- Metopina
- Miclepta arrujumensis
- Microplatyphora congolensis
- Microselia
- Misotermes
- Mollicauda
- Morahania palliata
- Multinevra macropygidia
- Musca
- Myopiomyia harmani
- Myrmosicarius
- Neodohrniphora
- Neophora frontalis
- Obscuriphora sheppardi
- Odontoxenia brevirostris
- Oligophora pallida
- Pachyneurella
- Pallura invaria
- Palpiclavina
- Palpocrates
- Paraphiochaeta
- Paraphiura australis
- Parasyneura rotundipennis
- Paratermitoxenia coatoni
- Paurophora borgmeieri
- Pelidnophora
- Penthaplus exilis
- Pericyclocera
- Pericyclocerina nudipes
- Perissa
- Perittophora couturieri
- Peromitra
- Phalacrotophora
- Pheidolomyia
- Phlebothrix judithmastersae
- Phora
- Phymatopterella
- Physoptera
- Pilosaphiura samanthae
- Placophorina obtecta
- Plastophora
- Plastophorides
- Platydipteron
- Plectanocnema nudipes
- Plethysmochaeta
- Pleurophorina turgida
- Poloniphora
- Postoptica platypezoidea
- Pradea
- Procliniella hostilis
- Pronudiphora
- Pseudacteon
- Pseudohypocera kerteszi
- Pseudotermitoxenia nitobei
- Psyllomyia
- Ptochomyia
- Puliciphora
- Razorfemora
- Rhabdomyia
- Rhopica
- Rhynchomicropteron
- Rhyncophoromyia
- Ridiculiphora regalis
- Ritchiephora diplopodae
- Sciadocera rufomaculata
- Septemineophora selangorensis
- Siluphora microtibiae
- Sphinctomyia aenigmatica
- Spiniphora
- Stenoneurellys
- Stenophorina petiolata
- Stethopathusa corporaali
- Stichillus
- Styletta
- Synaptophora critica
- Synclinusa convergens
- Syneura
- Syneurina laticeps
- Syntermitoxenia
- Syntermophora microphthalma
- Tabelliphora teretipenna
- Tapantia bicasa
- Tarsocrates niger
- Tayrona
- Teratophora sinica
- Termitomyia mirabilis
- Termitophilomyia
- Termitophorides
- Termitophorina africana
- Termitosagma
- Termitoscrofa
- Termitosphaera
- Termitostroma
- Termitoxenia
- Thalloptera
- Thaumatoxena
- Tranopeltoxenos manni
- Travassophora plaumanni
- Trichocerina abarista
- Trineurocephala
- Triphleba
- Trispiniphora kuenburgoidea
- Trophithauma
- Trophodeinus
- Tropophleba varians
- Trucidophora feldhaarae
- Tubicera
- Tubiceroides
- Ulrichophora lobata
- Veranophora medleri
- Veruanus
- Vestigipoda
- Volvectiphora plicatura
- Wandolleckia achatinae
- Woodiphora
- Woodiphorides fimbriatus
- Xanionotum
- Xenophoromyia microptera
- Xenotriphleba dentistylata
- Zikania
- Zygtaxphora

## Bilder

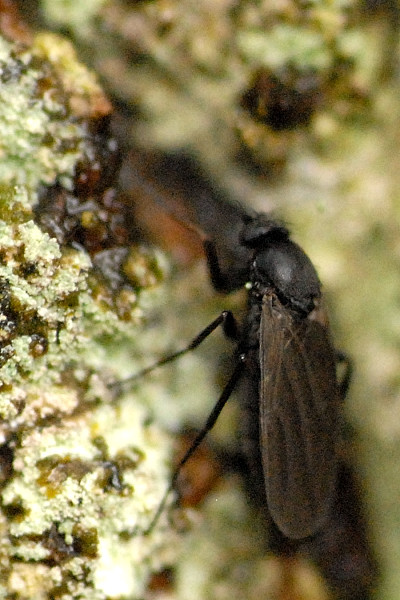
Gymnophora arcuata
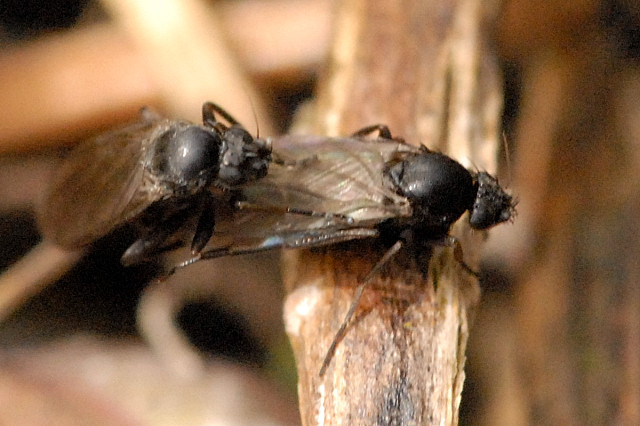
Puckelflugor som parar sig (Anevrina urbana)
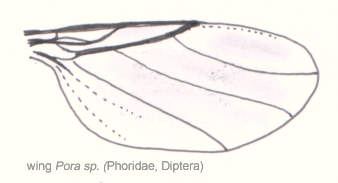
Puckelflugor, bilden visar vingens ådring.